# Mudge Island
Mudge Island är en ö i Kanada.   Den ligger i Regional District of Nanaimo och provinsen British Columbia, i den sydvästra delen av landet, 3 600 km väster om huvudstaden Ottawa. Arean är 18,0 kvadratkilometer.
Terrängen på Mudge Island är platt. Öns högsta punkt är 75 meter över havet. Den sträcker sig 1,6 kilometer i nord-sydlig riktning, och 3,6 kilometer i öst-västlig riktning.